# Domenico Ibáñez de Erquicia
Domenico Ibáñez de Equicia (Errezil, febbraio 1589 – Nagasaki, 14 agosto 1633) è stato un presbitero spagnolo venerato come santo dalla Chiesa cattolica.

## Biografia
Domenico Ibáñez nacque a Errezil in Spagna nel febbraio 1589. Nel 1604 entra nell'ordine domenicano e nel 1611 si trasferisce nella Provincia domenicana del Rosario nelle Filippine. Nel 1623 parte con altri missionari per il Giappone dove i cristiani erano perseguitati, amministrando per dieci anni i sacramenti clandestinamente. Per due anni visse a Tokyo per poi tornare a Nagasaki nel 1629. Nel 1632 le persecuzioni lo costrinsero a nascondersi nelle grotte, venne tradito da un cristiano che rivelò la sua posizione e venne incarcerato. Domenico rifiutò di apostatare e quindi venne torturato: fu sospeso ad una trave a testa in giù e sotto di lui una fossa piena di immondizia. I giapponesi chiusero la fossa alla cintura del corpo con due tavole di legno, così padre Domenico morì per soffocamento il 14 agosto 1633 dopo trenta ore. Insieme a lui morì Francesco Shoyemon. Il corpo venne bruciato e le ceneri furono disperse in mare.